# 怠けた仕出し屋の数列

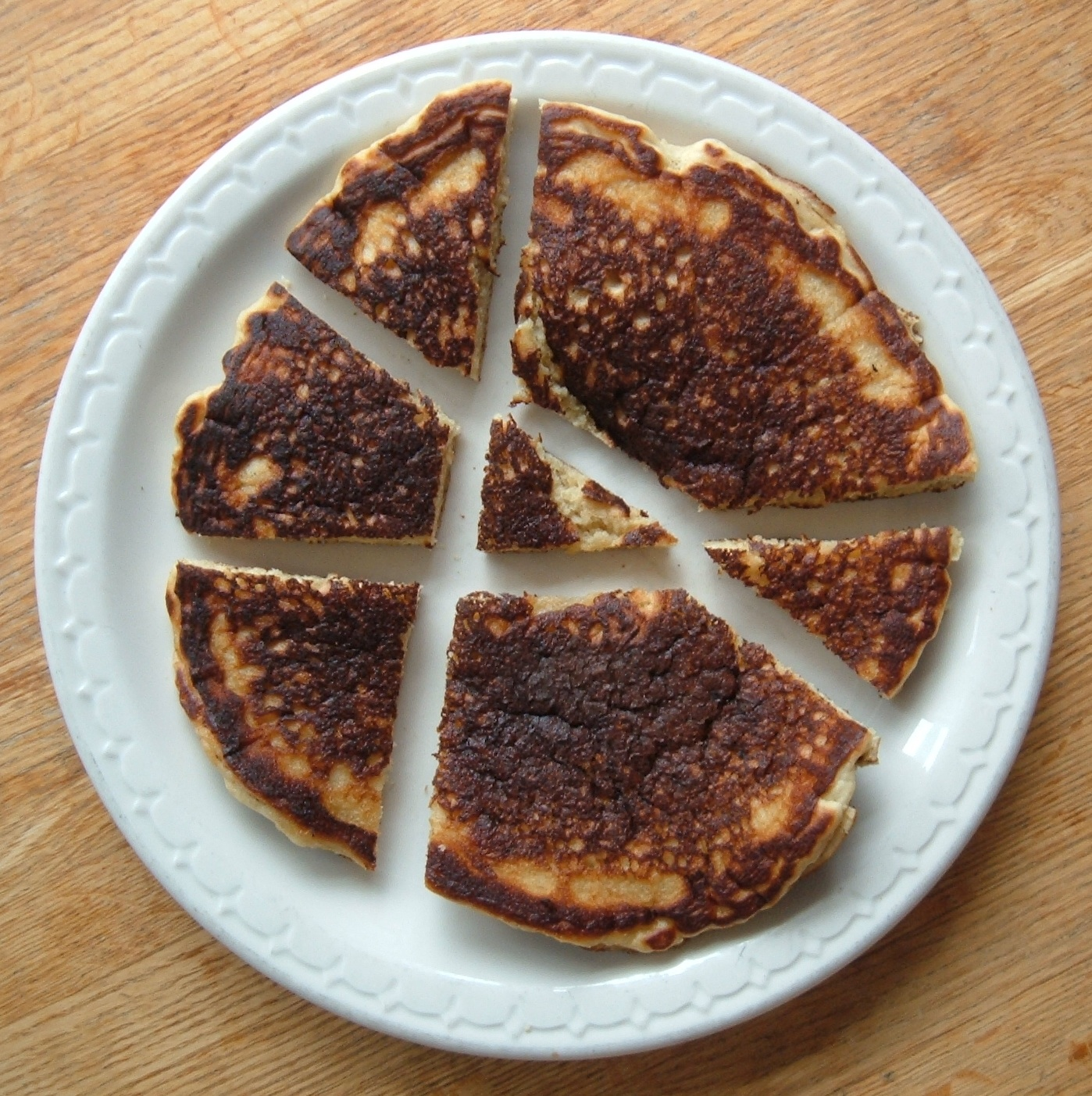
3つの直線で7つの断片へと切り分けられたパンケーキ

怠けた仕出し屋の数列（なまけたしだしやのすうれつ、英: lazy caterer's sequence）、より堅い言葉でいうと中心多角形数（ちゅうしんたかくけいすう、central polygonal numbers）は、円板を与えられた数の直線で切って作ることのできるピース（断片）の最大数を表す数列である。たいていは円板をパンケーキやピザにたとえて、怠惰で仕事が雑な仕出し屋が最少回数で最大人数分に切りわけるという設定で描写される。例えば、パンケーキを3回切るとき、全ての切断線が円内のある1点で交わる場合は6個になるが、そうしない場合の中には7個になるものがある。
この問題は、直線配置におけるセル（小部屋）の数え上げの一例として数学的に定式化できる。高次元への一般化については、超平面配置を見ること。
この数列の3次元における類似はケーキ数である。

## 公式と数列

n回のまっすぐな切断で作られるピースの個数の最大値 p は、n 番目の三角数に1を加えた値である。

n(≥0) 回の切断で作ることのできるピースの最大数 p は、式
{\displaystyle p={\frac {n^{2}+n+2}{2}}.}
で与えられる。二項係数を用いると、次のように表される。
{\displaystyle p=1+{\binom {n+1}{2}}={\binom {n}{0}}+{\binom {n}{1}}+{\binom {n}{2}}.}
簡単に言うと、それぞれの数は三角数に1を加えたものに等しい。
n = 0 から始めると、この数列は以下のようになる。
1, 2, 4, 7, 11, 16, 22, 29, 37, 46, 56, 67, 79, 92, 106, 121, 137, 154, 172, 191, 211, ...（オンライン整数列大辞典の数列 A000124）

## 証明

連続したカットからのピースの最大値が怠けた仕出し屋の数列の数である。

最大数の破片を作るために円をn回カットする場合、p = f(n)と表しn番目のカットを考慮する必要がある。最後のカットの前の破片の数はf(n − 1)であり、最後のカットにより加わった破片の数はnである。
破片の最大数を得るには、n番目のカットラインが園内の他の全てのそれまでのカットラインと交差する必要があるが、それまでのカットラインの交点は交わらない。それゆえn番目の線自体はn-1個の場所で切られ、n個の線分に分けられる。各線分はn-1本で切られたパンケーキの1つのピースを2つに分割し、ピースの数はn増える。新たな線は前からある各線を一度だけ横切ることができるため、これ以上区分を増やすことはできない。既にある交点ではない点を中心にナイフを小さな角度で回転させると、角度が十分小さい場合、追加する最後の線含む前からある線すべてと交差するため、カット線は、前からある線全てを常に横切ることができる。
よって、n回カットした後のピースの総数は
{\displaystyle f(n)=n+f(n-1).}
と表される。この漸化式は解くことができ、ƒ(n − 1) を1項展開すると関係式は
{\displaystyle f(n)=n+(n-1)+f(n-2).}
となる。ƒ(n − 2)の項の展開を最後の項がƒ(0)になるまで行うと
{\displaystyle f(n)=n+(n-1)+(n-2)+\cdots +1+f(0).}
となる。カットする前は1つのピースしかないので{\displaystyle f(0)=1}である。よって、次のように書き換えられる。
{\displaystyle f(n)=1+(1+2+3+\cdots +n).}
等差数列の合計の式を用いてシンプルな式にすると、以下の式になる。
{\displaystyle f(n)=1+{\frac {n(n+1)}{2}}={\frac {n^{2}+n+2}{2}}.}